# Corsage (film)
Pour plus de détails, voir Fiche technique et Distribution.
Corsage est un film réalisé par Marie Kreutzer et sorti en 2022,.
Cette coproduction européenne (Autriche, Luxembourg, Allemagne, France), est présentée à Cannes le 20 mai 2022, dans la section Un certain regard. Sa sortie en salles s'est faite en France le 14 décembre 2022.

## Synopsis
En 1877, durant la période de Noël, Élisabeth, impératrice d'Autriche, fête son 40e anniversaire. Du fait de ses titres, elle a énormément de devoirs envers la Cour qui limite sa vie par des rituels ancestraux. Consciente qu'elle vieillit, Élisabeth quitte Vienne pour se rendre en Angleterre et en Hongrie afin de retrouver sa jeunesse. Au cours de son voyage, la souveraine rend visite à d'anciens amants et alliés politiques. Ce faisant, elle élabore un plan pour protéger son héritage.

## Fiche technique
Sauf indication contraire, les informations mentionnées dans cette section peuvent être confirmées par la base de données cinématographiques IMDb,  présente dans la section « Liens externes ».
- Titre original : Corsage
- Réalisation et scénario : Marie Kreutzer
- Costumes : Monika Buttinger
- Photographie : Judith Kaufmann
- Montage : Ulrike Kofler
- Musique : Camille
- Production : Johanna Scherz, Alexander Glehr
  - Productrice exécutive : Vicky Krieps
  - Coproduction : 	Janine Jackowski, Jean-Christophe Reymond, Jonas Dornbach, Bernard Michaux, Maren Ade
- Sociétés de production : Film AG Produktion, ZDF/Arte, Kazak Productions, Komplizen Film, Samsa Film et Arte France Cinéma; avec le soutien de Vienna Film Financing Fund, Film Fund Luxembourg et Eurimages
- Distribution : Alamode Filmdistribution oHG (Autriche & Allemagne), Ad Vitam (France)
- Pays de production :  Autriche[1],  Luxembourg[1],  Allemagne[1],  France[1]
- Langue originale : allemand[3]
- Format : Couleurs - 2,35:1
- Genre : biographie, drame, historique
- Durée : 113 minutes
- Budget : 7,5 million €[4]
- Dates de sortie :
  - France : 20 mai 2022 (festival de Cannes - Un certain regard) ; 14 décembre 2022 (sortie nationale) [3]
  - Autriche : 7 juillet 2022[1]
  - Allemagne : 7 juillet 2022[1]

## Distribution
- Vicky Krieps : l'Impératrice Élisabeth

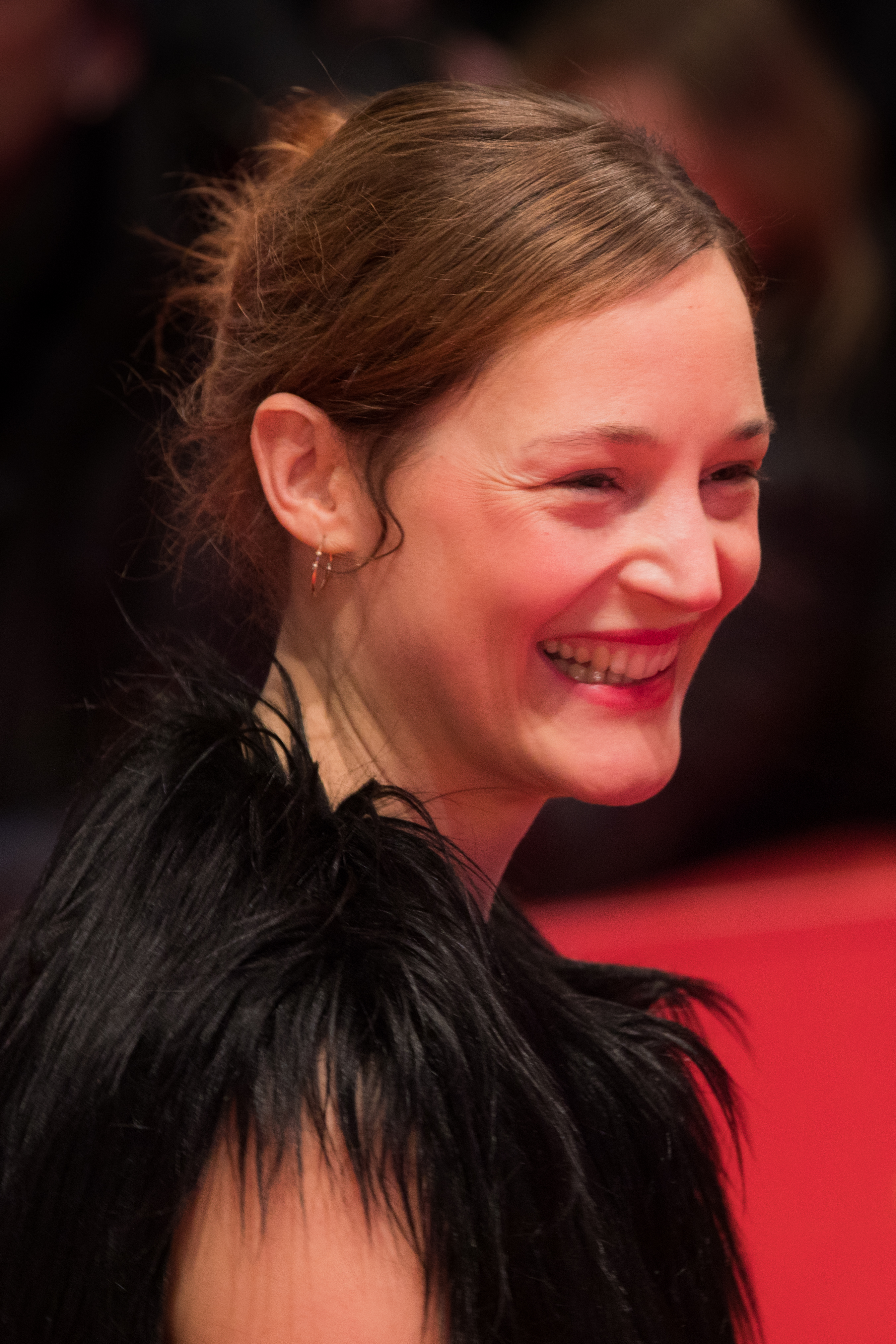
L'actrice luxembourgeoise Vicky Krieps incarne l'impératrice Élisabeth.

- Katharina Lorenz : Marie Festetics
- Jeanne Werner : Ida Ferenczy
- Florian Teichtmeister : l'empereur François-Joseph Ier
- Manuel Rubey : Louis II de Bavière
- Aaron Friesz : Prince impérial Rodolphe d'Autriche
- Colin Morgan : Bay Middleton
- Tamás Lengyel : Gyula Andrássy
- Finnegan Oldfield : Louis Le Prince

## Production
Le film est une production de la société autrichienne Film AG Produktion, l'allemande Komplizen Film (de), en coproduction avec la luxembourgeoise Samsa Film et les françaises Kazak Productions et Arte,. Avec un budget de €7,5 millions d'euros, la production est à 58.62 % autrichienne, 21.34 % luxembourgeoise, 10.03 % allemande, et 10.01% % française. Le film est soutenu financièrement par Eurimages, le Autriche Film Fund, le Film Fund Luxembourg, le FISA — Film Industry Support Austria, le Vienna Film Fund et le FilmFernsehFonds Bavaria.
Lorsqu'on lui demande quelle part du film était réelle et quelle part était de la fiction, la réalisatrice et scénariste Marie Kreutzer déclare qu'elle ne peut pas dire en pourcentage parce qu'elle ne se souvient même pas exactement, mais que certaines parties sont inventées, comme la fin, ou la rencontre d'Elisabeth avec Louis Le Prince, qui n'a pas eu lieu dans la vraie vie.
Bien que Corsage ait été comparé à Marie Antoinette (2006) de Sofia Coppola en raison de l'utilisation de la musique moderne et des anachronismes,,,, la réalisatrice Marie Kreutzer déclare qu'elle n'aimait pas le film de Coppola et ne veut pas que les gens pensent à ce film.

## Allégations de harcèlement sexuel contre deux des acteurs
Le 18 juin 2022, la réalisatrice autrichienne Katharina Mückstein partage une publication Instagram dans laquelle elle écrit : « Ce soir, un agresseur sera sur scène et sera applaudi. Et nous ne pouvons rien faire pour contrer cela. C'est dévastateur. Je souhaite à tous ceux qui sont touchés de bons nerfs. #MeToo n'a même pas commencé en Autriche. », Aucun nom n'est mentionné, mais le seul événement ce soir-là en Autriche est l'avant-première de Corsage à Vienne, ce qui conduit à supposer que Mückstein parlait de quelqu'un travaillant dans Corsage,. Mückstein a déclaré plus tard qu'elle ne pouvait pas nommer cet homme pour des raisons juridiques.
La publication Instagram de Katharina Mückstein encourage plusieurs femmes à partager leurs propres expériences de harcèlement sexuel, de sexisme, de racisme, d'homophobie et d'abus de pouvoir dans la communauté cinématographique et théâtrale autrichienne, ce qui suscite beaucoup d'attention médiatique et déclenche une nouvelle vague du Mouvement #MeToo en Autriche,,,,. La réalisatrice de Corsage, Marie Kreutzer, est interrogée sur ce sujet. Kreutzer déclare au magazine autrichien Profil le 2 juillet 2022 qu'elle avait appris les rumeurs sur l'un des acteurs de Corsage «il y a longtemps» alors que le projet était déjà en cours, mais tant qu'il n'y aura que des rumeurs et aucune preuve confirmée par le tribunal, elle ne supprimera jamais ou renvoyer un membre du personnel de la scène sur la base de rumeurs, et s'il n'y a ni allégations concrètes ni procédure contre quelqu'un, elle agirait en tant que juge si elle réagissait avec des conséquences. « Il n'y a ni allégations concrètes ni personnes concernées qui ont contacté les autorités pour articuler quelque chose de concret là-bas. C'est ce qui rend l'affaire si problématique. Même si j'ai très bien travaillé avec lui et je l'aime beaucoup, je ne peux pas mettre la main sur le feu pour lui. Je ne vérifie pas la réputation de mes interprètes ou de mon équipe. Ce qui se cache dans leur passé, je ne peux pas et ne veux pas rechercher complètement. Je ne peux que demander instamment que des points de contact officiels soient inclus et que tout cela ne soit pas simplement porté entre collègues et personnes partageant les mêmes idées. Vous devez prendre des mesures, pas seulement en parler à huis clos. »
Kreutzer admet également qu'il y avait des rapports sur cet acteur. « Il y avait certainement des rapports sur cet homme, mais encore une fois, ils ne provenaient que de personnes qui n'étaient pas elles-mêmes affectées et n'avaient rien à témoigner directement. Il faut s'en tenir aux faits, car transmettre des rumeurs peut gravement nuire aux gens ; j'apprécie extrêmement Katharina Mückstein pour son attitude et son engagement dans la politique cinématographique, nous sommes définitivement du même côté. Mais j'aurais certainement choisi une voie différente ».
Lorsque l'actrice et productrice exécutive du film, Vicky Krieps, est interrogée sur ce sujet sur son compte Instagram le 9 janvier 2023, elle déclare : « Alors, un film féministe réalisé par deux femmes devrait être jeté à cause de la mauvaise conduite d'un collègue masculin ? (Deuxième question) À qui exactement cela fait-il du mal ? »

### Florian Teichtmeister
Le 13 janvier 2023, il est rapporté que l'acteur Florian Teichtmeister (qui interprète l'empereur François-Joseph Ier dans Corsage) est accusé de possession de pédopornographie,. Au milieu de l'été 2021, la compagne de Teichtmeister à l'époque découvre une image pornographique d'un enfant sur son téléphone portable et informe la police. Lors d'une perquisition dans l'appartement de Teichtmeister, la police trouve environ 58,000 fichiers contenant des représentations pornographiques de mineurs sur un total de 22 supports de données tels que des ordinateurs portables, des ordinateurs de bureau, des téléphones portables, clés USB et des cartes mémoire collectés entre février 2008 et août 2021. Les enquêteurs n'ont trouvé aucune preuve que Teichtmeister avait transmis des données, mais il aurait lui-même pris des photos de mineurs sur les lieux de tournage et les aurait ensuite arrangées en collages avec des bulles. Selon l'avocat de Teichtmeister, Michael Rami, son client « avoue pleinement » et plaidera coupable lors du prochain procès. L'avocat de Teichtmeister déclare qu'il est accusé d'un crime "purement numérique", ce qui signifie qu'il n'a commis aucun acte criminel contre des personnes. Le procès doit commencer le 8 février 2023 au tribunal correctionnel de Vienne. À la suite de ces informations, le radiodiffuseur public autrichien ORF, qui cofinance le film Corsage, déclare qu'il s'abstiendrait de produire et de diffuser des œuvres avec Teichtmeister. La chaîne de cinéma Cineplexx réagit également en retirant le film Corsage de sa programmation en Autriche,. Les producteurs de Corsage, Johanna Scherz et Alexander Glehr déclarent : « Aujourd'hui, nous avons appris pour la première fois les accusations portées contre Florian Teichtmeister et en tant que producteurs de films et parents, nous sommes profondément choqués. Au cours du week-end, nous déciderons avec la réalisatrice du film, Marie Kreutzer, ce que cela signifie pour le film et nous vous informera en temps utile. ». Le 15 janvier 2023, Kreutzer a publié une déclaration disant qu'elle était « triste et en colère qu'un film féministe sur lequel plus de 300 personnes de toute l'Europe ont travaillé pendant des années puisse être terni et endommagé par les actions horribles d'une seule personne. », Kreutzer a déclaré qu'elle avait été informée des rumeurs sur Teichtmeister à l'automne 2021, après la fin du tournage de Corsage, et lorsque l'acteur a été interrogé sur ces rumeurs, il « nous a assurés de manière convaincante (ainsi qu'à d'autres) de leur fausseté », a-t-elle déclaré.
Des rumeurs sur Teichtmeister circulent dans la presse autrichienne depuis septembre 2021, lorsque le quotidien Der Standard a publié un article rapportant qu'il y avait des rumeurs sur un « acteur de théâtre et de cinéma local à succès qui accumulerait du matériel pédopornographique ». L'ex-compagne de l'acteur l'a dénoncé, et il l'aurait agressée physiquement et l'aurait menacée verbalement au cours de leur relation. Personne n'a été nommé à l'époque, mais les initiés ont rapidement découvert qu'il s'agissait de Teichtmeister, selon le magazine autrichien Profil, qui a également déclaré que la publication Instagram de Katharina Mückstein le 18 juin 2022 était destinée à un autre acteur, et Mückstein elle-même plus tard a déclaré qu'elle ne parlait pas de Teichtmeister sur son post. Teichtmeister a d'abord nié les allégations en affirmant qu'il s'agissait d'un acte de vengeance de son ex-compagne.
Film & Music Austria (FAMA) a décidé que Corsage continuerait d'être la soumission officielle de l'Autriche pour les Oscars dans la catégorie du meilleur film international malgré les accusations portées contre Teichtmeister. Les distributeurs internationaux du film tels que IFC Films (États-Unis), Picturehouse Distribution (Royaume-Uni et Irlande), Bim Distribuzione (Italie), Ad Vitam (France) et Alamode (Allemagne) ont souscrit aux déclarations de Kreutzer et de la société de production du film selon lesquelles le film ne doit pas être éclipsé par les actions d'une seule personne, et rien n'indique que le film sera retiré des salles de cinéma dans l'un de ces pays. Le responsable des ventes internationales du film, mK2, a refusé de commenter la situation.
Le 16 janvier 2023, le journal autrichien Kronen Zeitung a rapporté que selon les dossiers de la police, Teichtmeister a saisi l'appareil photo de son téléphone portable pendant le tournage de Corsage et a écrit « des fantasmes ignobles d'abus et de violence sur les photos d'une co-star mineure ». Les dossiers de la police indiquent également qu'il aurait également filmé les jambes d'un enfant. Kronen Zeitung a également rapporté que le fait que Corsage soit resté le candidat autrichien aux Oscars à la suite des accusations portées contre Teichtmeister a divisé les opinions dans le pays. Le 17 janvier 2023, la société de production autrichienne de Corsage, Film AG, a publié une déclaration affirmant que les acteurs mineurs qui travaillaient sur le film n'étaient jamais laissés sans surveillance et qu'il y avait peu ou pas de contact avec Teichtmeister derrière la caméra. La société a également déclaré qu'il y avait une interdiction stricte des téléphones portables et de la photographie sur le plateau.

### Allégations contre un deuxième acteur non identifié
Le journal autrichien Exxpress a rapporté le 15 janvier 2023 qu'un autre acteur de Corsage avait été accusé d'agression sexuelle par un initié anonyme de la scène cinématographique. « Comme ce fut le cas avec Teichtmeister, tout devrait être couvert avec cet acteur pour que le projet de film ne soit pas endommagé. Encore une fois, beaucoup de gens sont au courant des allégations, et encore une fois personne ne les rend publiques », a rapporté le lanceur d'alerte qui a informé Exxpress en sur les allégations contre Teichtmeister en juin 2022. « Dans l'industrie, on sait qu'il y a aussi de graves allégations contre un autre acteur autrichien. Pendant le tournage de Corsage, il y a eu plusieurs agressions sexuelles graves sur le plateau de tournage. Et la scène est également silencieuse à ce sujet », a déclaré l'initié. Exxpress a également rapporté que la réalisatrice du film Marie Kreutzer avait été informée de ces cas, et que le nom de l'acteur est connu du journal, mais la loi autrichienne sur les médias ne permet pas qu'il soit nommé.
Der Standard a également rapporte qu'il y avait des allégations contre un autre acteur du film. Kreutzer a confirmé à Der Standard le 16 janvier 2023 que sa réponse au post Instagram de Mückstein en juillet 2022 ne concernait pas Teichtmeister. Der Standard a écrit que Kreutzer avait eu plusieurs conversations avec le deuxième acteur au sujet des rumeurs #MeToo circulant à son sujet au début du tournage de Corsage. Après que les rumeurs aient été portées à plusieurs reprises à Kreutzer, la réalisatrice a eu plusieurs conversations avec l'acteur, qui a toujours affirmé que les rumeurs n'étaient pas fondées. Kreutzer lui a alors recommandé de s'adresser à "We_do", le centre de contact et de conseil pour l'industrie cinématographique et télévisuelle autrichienne. Selon des informations, l'acteur a suivi ses conseils et aurait déposé sa volonté de parler à "We_do" s'il était dénoncé par les personnes concernées.
Le 17 janvier 2023, la société de production de Corsage, Film AG, a publié une déclaration sur le deuxième acteur du film accusé d'agression sexuelle : « Bien sûr, nous prenons ces allégations au sérieux, même si elles n'ont rien à voir avec la production du film 'Corsage' directement. La réalisatrice Marie Kreutzer a commenté en détail cet été dernier. À l'époque, elle a essayé de faire la lumière sur les rumeurs avec l'acteur et de nombreux lanceurs d'alerte. Nous avons eu une autre conversation détaillée avec l'acteur hier. Cette conversation ne nous a pas apporté toute nouvelle information non plus », la déclaration disait. L'avocat de l'acteur a déclaré au journal autrichien Kleine Zeitung qu'il n'y avait pas d'enquête contre lui.

## Musique
La bande originale est constituée d'un seul titre de Camille, She Was, arrangé de cinq manières différentes :
- violon, violoncelle, tuba et son de piano inversé ;
- cor et tuba ;
- voix, guitare, violon, tuba, cor et son de piano inversé ;
- son de piano inversé ;
- voix et guitare.

## Accueil

### Accueil critique
En France, le site Allociné propose une moyenne de 3,7⁄5, à partir de l'interprétation de 29 critiques de presse recensées.
Le journaliste de France Info Jacky Bornet note que le film Corsage « se situe à l’exact contre-courant » de la trilogie Sissi réalisé par Ernst Marischka entre 1955 et 1957 avec Romy Schneider dans le rôle-titre. Il note ainsi que si le film « respecte les faits historiques », il « s’intéresse plus à la femme qu’à l’histoire ».
Vicky Krieps y incarne une impératrice « mélancolique d’un paradis perdu » mais qui « n’en est pas moins active dans sa subversion et la politique ». L'actrice « privilégie dans son jeu la simplicité et l’indépendance que la souveraine avait acquises de ses parents, et que son intronisation n’a jamais fait renier ».
Le journaliste relève cependant certains anachronismes dans la mise en scène et les décors, à l'image des portes de la salle d’escrimes, des cigarettes colorées bout filtre, du paquebot ou des luminaires modernes qui sont en décalage avec l'époque du film.
Dans la même lignée, la journaliste Véronique Cauhapé du journal Le Monde estime que le film « prend le contre-pied de l’image laissée par Romy Schneider ». Elle note que le film n'hésite pas à « dynamiter les conventions du film historique », tout en regrettant une « mise en scène trop appuyée ».

## Distinctions
- Festival de Cannes 2022 : Prix de la meilleure interprétation à Un certain regard pour Vicky Krieps[35]
- Prix du cinéma européen 2022 : Meilleure actrice pour Vicky Krieps